# Sportclub Heerenveen 2020-2021
Questa voce raccoglie le informazioni riguardanti lo Sportclub Heerenveen nelle competizioni ufficiali della stagione 2020-2021.

## Rosa
| N. |                        | Ruolo | Calciatore              |
| -- | ---------------------- | ----- | ----------------------- |
| 1  | Paesi Bassi (bandiera) | P     | Erwin Mulder            |
| 2  | Paesi Bassi (bandiera) | D     | Sherel Floranus         |
| 4  | Uruguay (bandiera)     | D     | Joaquín Fernández       |
| 5  | Paesi Bassi (bandiera) | D     | Lucas Woudenberg        |
| 6  | Paesi Bassi (bandiera) | C     | Siem de Jong            |
| 7  | Stati Uniti (bandiera) | A     | Ulysses Llanez          |
| 8  | Svezia (bandiera)      | A     | Benjamin Nygren         |
| 9  | Paesi Bassi (bandiera) | A     | Henk Veerman (capitano) |
| 10 | Germania (bandiera)    | A     | Oliver Batista Meier    |
| 11 | Paesi Bassi (bandiera) | A     | Mitchell van Bergen     |
| 13 | Bulgaria (bandiera)    | C     | Stanislav Šopov         |
| 14 | Kosovo (bandiera)      | D     | Ibrahim Drešević        |
| 15 | Belgio (bandiera)      | C     | Sieben Dewaele          |
| 16 | Paesi Bassi (bandiera) | A     | Arjen van der Heide     |
| 17 | Svezia (bandiera)      | C     | Rami Hajal              |
| 18 | Paesi Bassi (bandiera) | C     | Hamdi Akujobi           |

| N. |                        | Ruolo | Calciatore        |
| -- | ---------------------- | ----- | ----------------- |
| 19 | Paesi Bassi (bandiera) | C     | Jan Ras           |
| 20 | Paesi Bassi (bandiera) | C     | Joey Veerman      |
| 21 | Paesi Bassi (bandiera) | C     | Rodney Kongolo    |
| 22 | Israele (bandiera)     | P     | Ariel Harush      |
| 23 | Paesi Bassi (bandiera) | P     | Jan Bekkema       |
| 24 | Paesi Bassi (bandiera) | P     | Jaimy Kroesen     |
| 25 | Polonia (bandiera)     | D     | Paweł Bochniewicz |
| 26 | Paesi Bassi (bandiera) | A     | Rein Smit         |
| 27 | Paesi Bassi (bandiera) | D     | Stefan Westra     |
| 29 | Paesi Bassi (bandiera) | D     | Timo Zaal         |
| 37 | Paesi Bassi (bandiera) | A     | Couhaib Driouech  |
| 41 | Svezia (bandiera)      | D     | Rami Kaib         |
| 42 | Paesi Bassi (bandiera) | D     | Syb van Ottele    |
| 43 | Danimarca (bandiera)   | C     | Lasse Schöne      |
| 44 | Croazia (bandiera)     | C     | Tibor Halilović   |